# District de Malabar
Pour les articles homonymes, voir Malabar.

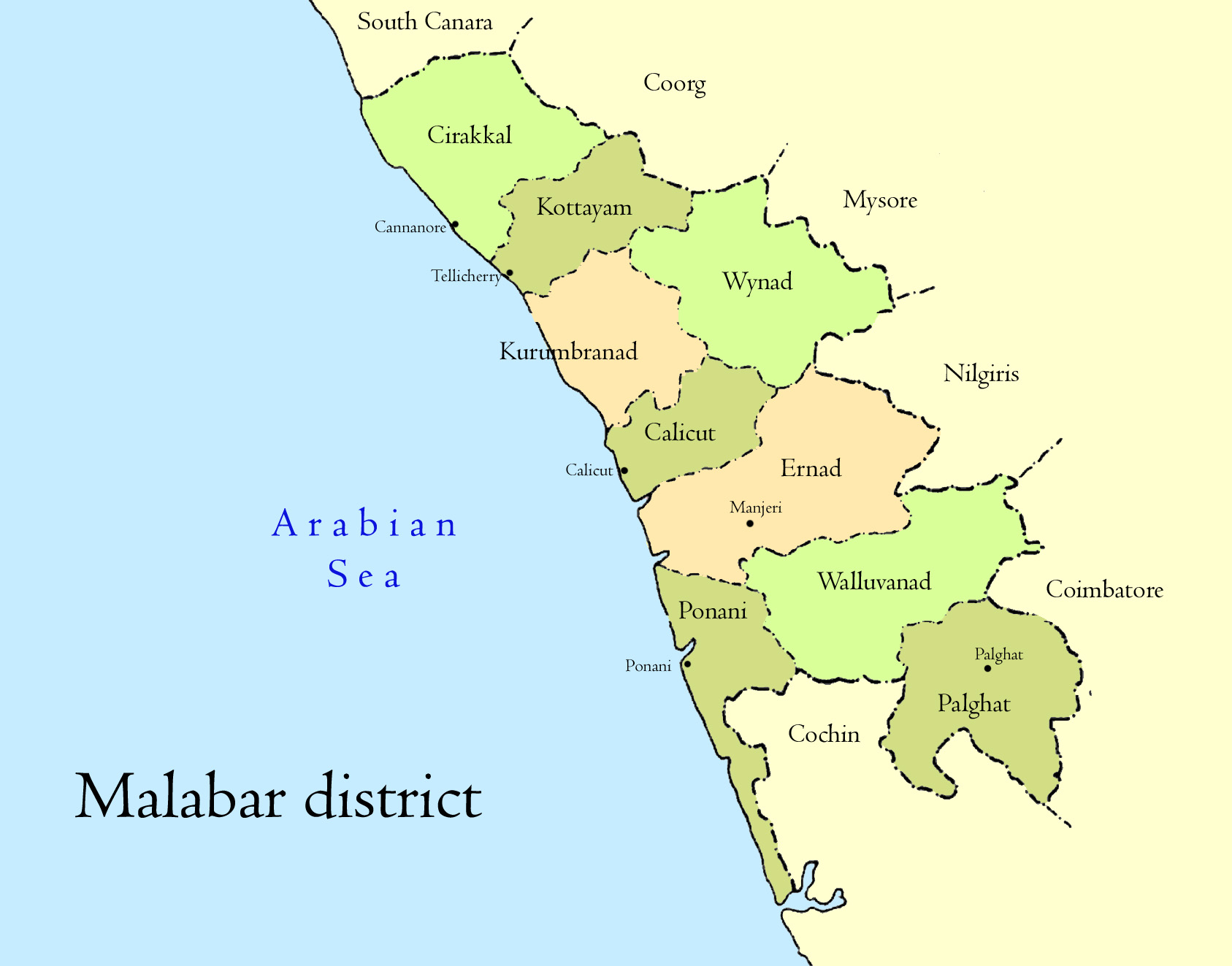
carte du District de Malabar.

Le  District de Malabar   était en 1792 un district de la  Présidence de Madras des Indes britanniques, puis de l'État de Madras lors de l'indépendance de l'Inde en 1947. Il avait une superficie de 15,009 km2.

## Histoire
En 1792 la création du district se fit par l’accrétion d'une partie des territoires de Tipû Sâhib puis par les Guerres anglo-marathes. Avec la Présidence de Madras, sa capitale était Calicut. Lors de l'Indépendance de l'Inde, l’État de Madras fut créé, lors de la réorganisation (1956) le découpage se fit sur des critères linguistiques.